# Очко, Войцех
Во́йцех О́чко (пол. Wojciech Oczko; (1537 — 26 декабря 1599 ; 1546—1608) — польский врач и учёный.
Родился в Варшаве, изучал сперва философию в Кракове, был долгое время учителем в родном городе и только в 1565 г. отправился в Италию изучать медицину.
В 1569 г. вернулся на родину доктором философии и медицины. Очко был лейб-медиком королей Сигизмунда-Августа, Стефана Батория и Августа III. Один из просвещеннейших и образованнейших врачей своего времени, Очко по своим взглядам шел далеко впереди своего века.
Его главнейший труд «Przymiot» (Краков, 1581) представляет обширное сочинение по сифилису, в котором он отрицает ложные взгляды своих современников и высказывает утверждения, нашедшие место в руководствах нашего времени. Так, например, он предостерегает от чрезмерного втирания мазей, настаивает на укрепляющей диете и энергически оспаривает практиковавшееся тогда лечение сифилитиков голодом.
В другом своем сочинении «Cieplice» (Краков, 1578) он высказывается о значении и пользе минеральных вод.
Кроме того он издал «Descriptio herbarum» (ib., 1581), «Opera medica» (1578) и др., из которых многие не дошли до нас. Первые два сочинения вновь изданы Варшавским медицинским обществом в 1881 г.